# Домазан-сюр-Ариз
Домаза́н-сюр-Ари́з (фр. Daumazan-sur-Arize) — коммуна во Франции, находится в регионе Юг — Пиренеи. Департамент коммуны — Арьеж. Входит в состав кантона Ле-Ма-д’Азий. Округ коммуны — Памье.
Код INSEE коммуны — 09105.

## Население
Население коммуны на 2008 год составляло 715 человек.
| 1962 | 1968 | 1975 | 1982 | 1990 | 1999 | 2008 |
| ---- | ---- | ---- | ---- | ---- | ---- | ---- |
| 594  | 620  | 599  | 605  | 617  | 657  | 715  |

## Экономика
В 2007 году среди 383 человек в трудоспособном возрасте (15-64 лет) 263 были экономически активными, 120 — неактивными (показатель активности — 68,7 %, в 1999 году было 72,3 %). Из 263 активных работали 237 человек (119 мужчин и 118 женщин), безработных было 26 (14 мужчин и 12 женщин). Среди 120 неактивных 27 человек были учениками или студентами, 48 — пенсионерами, 45 были неактивными по другим причинам.

## Достопримечательности
- Церковь Сен-Сатюрнен
- Рынок XIX века

## Фотогалерея

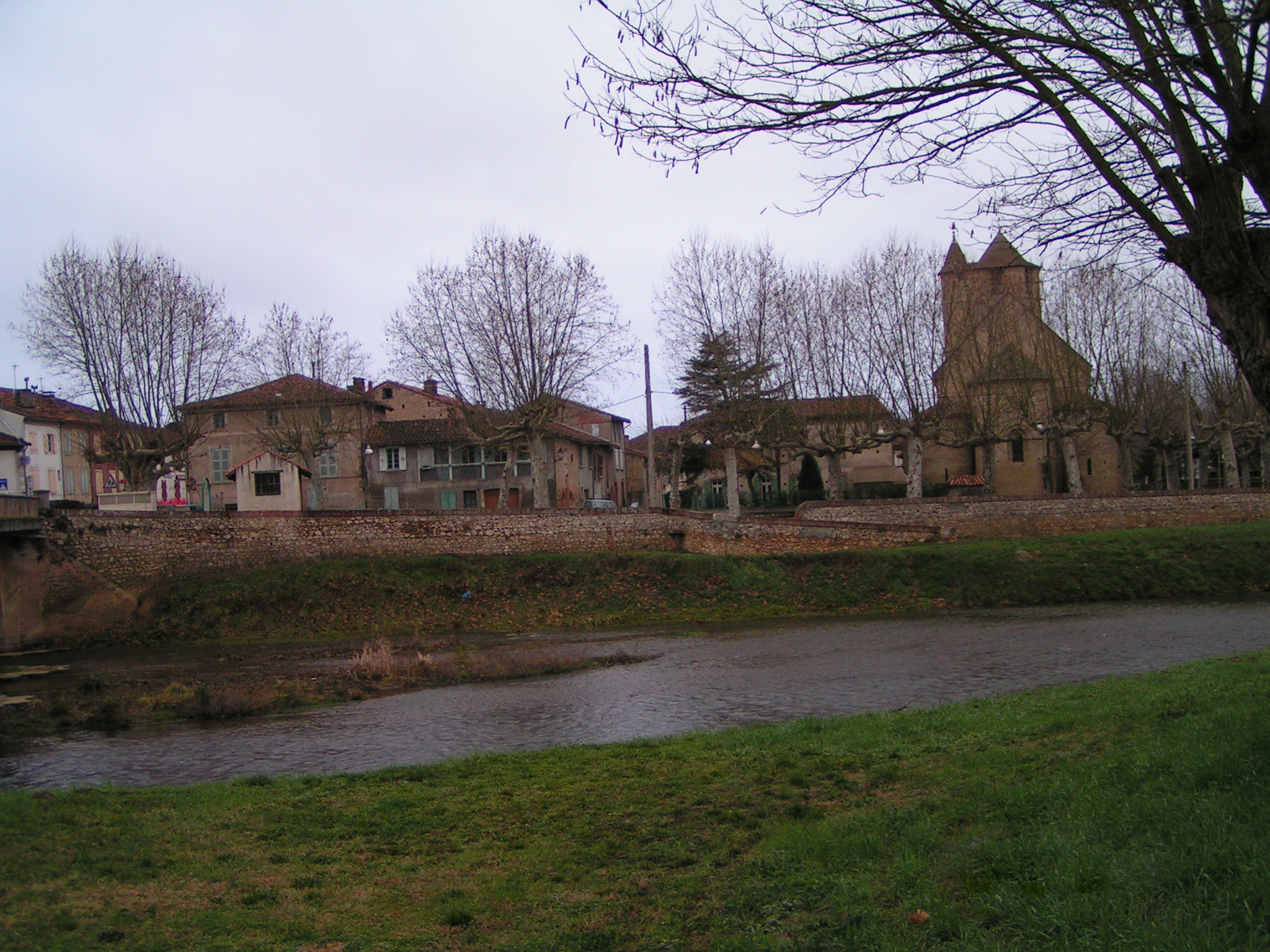
Домазан-сюр-Ариз
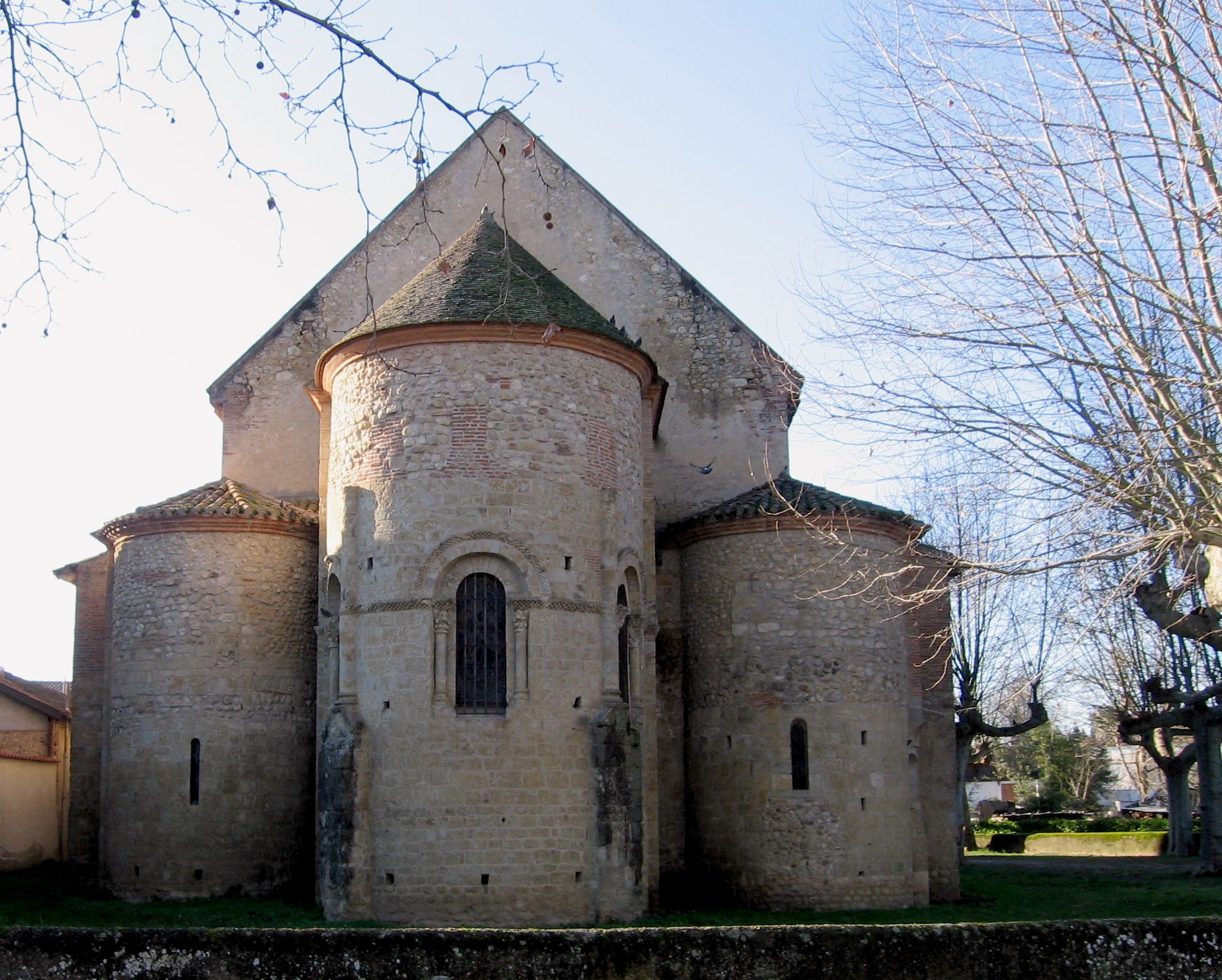
Хор церкви Сен-Сатюрнен